# Svensk slavhandel

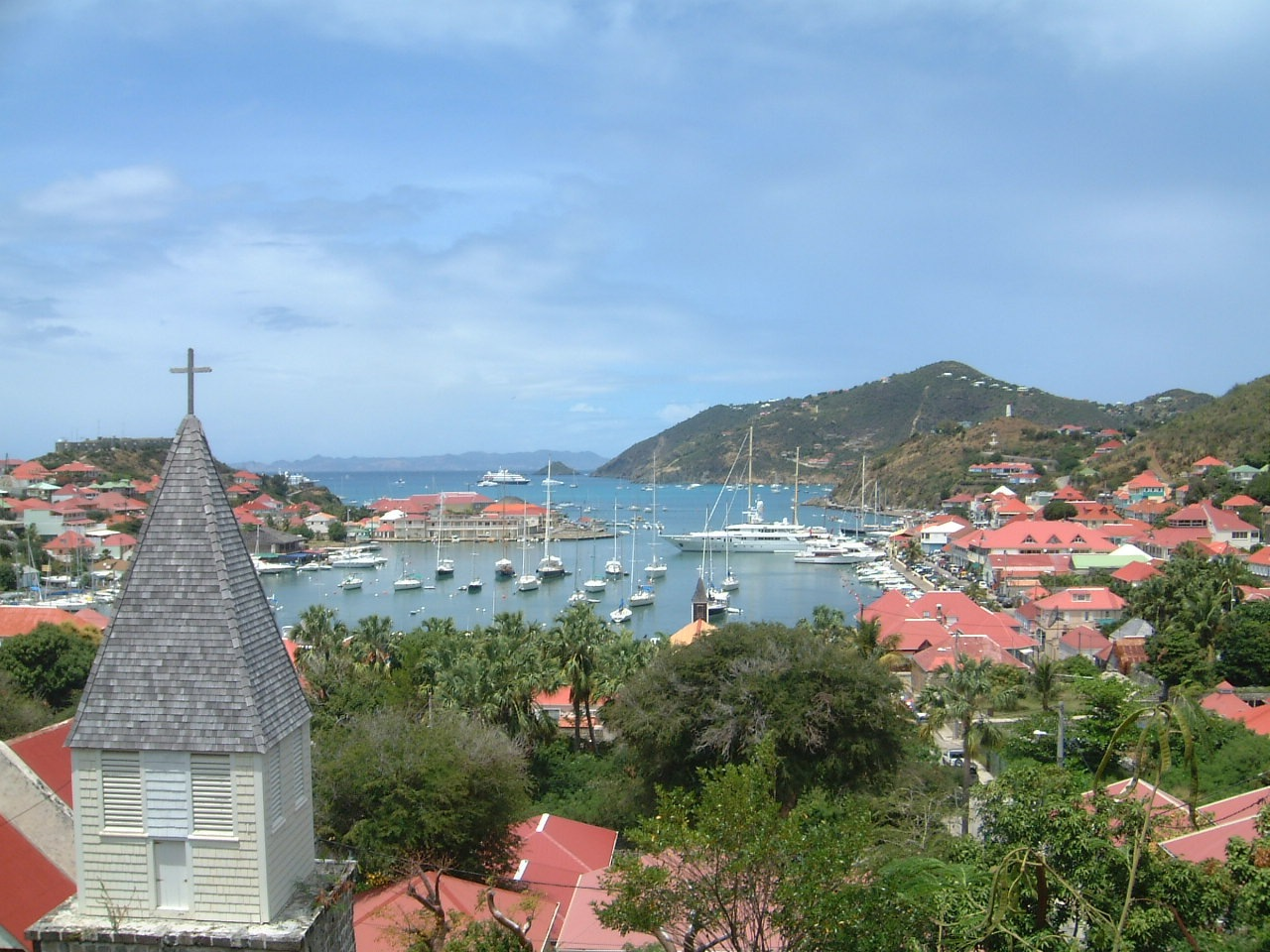
Den nutida hamnen i Gustavia, huvudorten på ön Saint-Barthélemy, en ö som svenska kronan förvaltade 1784-1878.

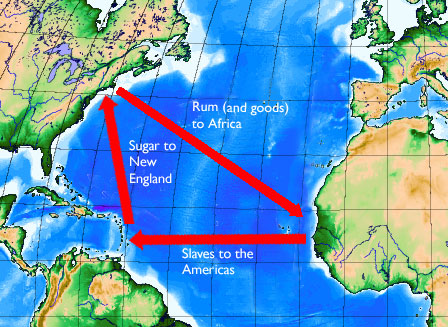
En illustration över triangelhandelns rutt Västafrika, Karibien och New England.

Svensk slavhandel bedrevs framför allt under tre perioder; först under vikingatid och äldre medeltid, sedan en period under stormaktstiden 1650–1658, och till sist en period under och efter den gustavianska tiden, från 1784 till 1847. Slaveri och slavhandel förbjöds i Sverige år 1335. Svenska skepp utanför det egentliga Sverige deltog från 1600-talet och framåt i den transatlantiska slavhandeln. I praktiken legaliserades slavhandel utanför Sveriges gränser när Sverige skaffade sig handelsstationer i Afrika (Cabo Corso) år 1650 samt i Karibien (svenska S:t Barthélemy) år 1784. Sverige höll även avtal med England och Nederländerna angående slavhandel, och några svenska fartyg deltog i triangelhandeln. Mellan 1784 och 1878, ägde den svenska kronan ön Saint-Barthélemy i Karibien där slaveri förekom.
Slavhandeln började avskaffas inom Sveriges utomeuropeiska besittningar från år 1813. Därefter följde successiva lagskärpningar mot slavhandel och slaveri tills de sista återstående slavarna, totalt 595 personer, friköptes den 9 oktober 1847. Mellan 10 och 50 transporter genomförda av svenskregistrerade skepp är kända, beroende på källa och definition, det vill säga mellan 0,02 procent och 0,1 procent av de transatlantiska slavtransporterna. Sverige var en aktör som andra på området om än i mindre skala än huvudaktörerna Portugal / Brasilien, Storbritannien, Frankrike, Spanien / Uruguay, Nederländerna, USA och Danmark. Sverige spelade även en viktig indirekt roll som huvudexportör till de brittiska slavhandelsstäderna av det så kallade voyage-järn som användes som valuta när slavar köptes.

## Träldom; slaveri under forntid och medeltid

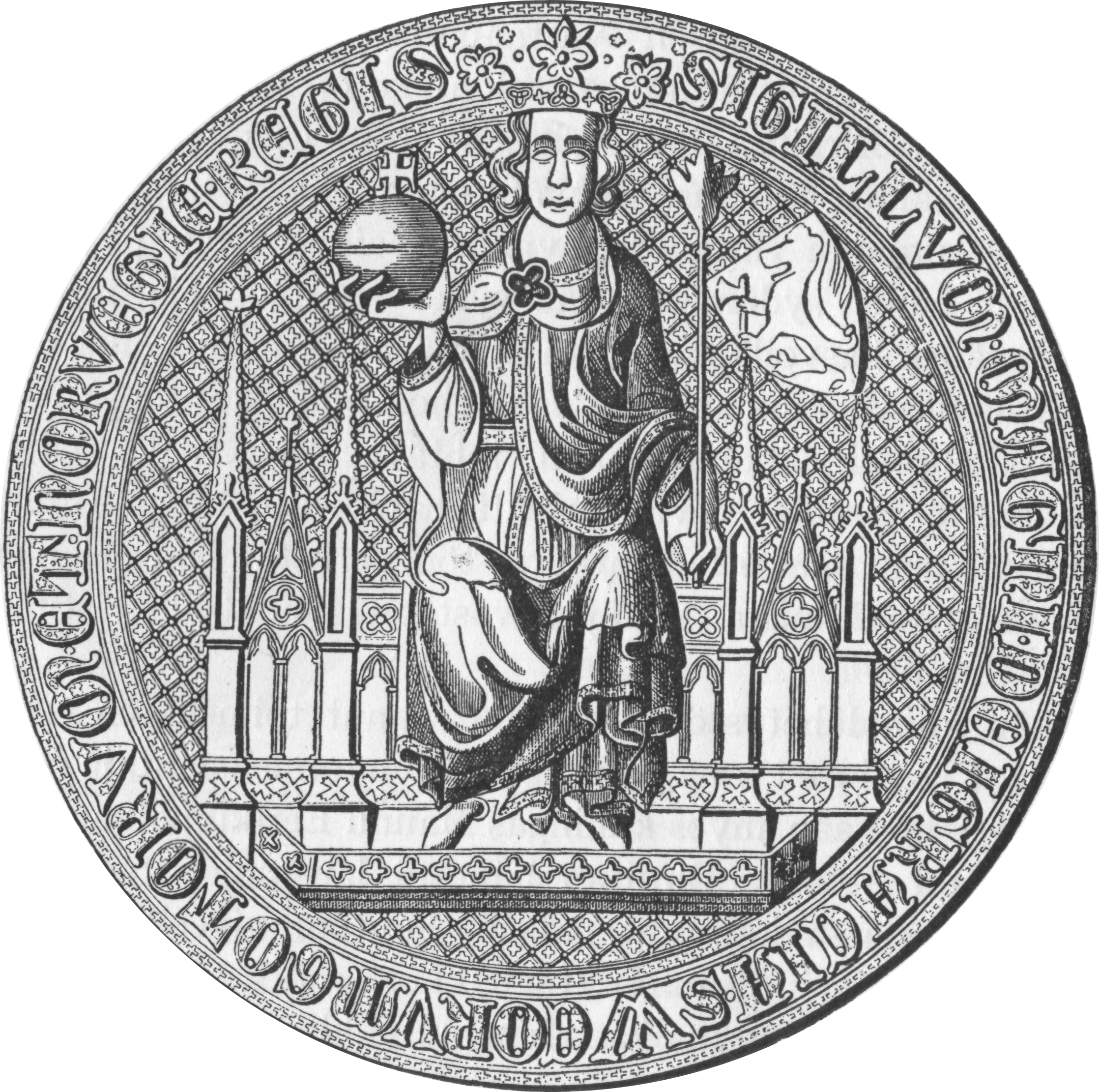
Kung Magnus Erikssons domsigill. Kungen förbjöd slaveri i Sverige år 1335.

Både före och under vikingatiden togs regelbundet trälar från grupper utanför den egna i samband med krig eller strider. Trälarna, som enligt asatron var ättlingar till en mytisk person med samma namn, befann sig på botten av det sociala systemet. Trälar kunde delvis födas in i slaveri. Man kunde även bli träl som straff, genom att begå brott. Det var även vanligt att folk frivilligt sålde sig själva som trälar, eller att en familj sålde sina barn som trälar. Sådana förhållanden var även vanliga i Skandinavien och i Danelagen i England.

### Vikingarnas slavhandel
Svenska vikingar färdades österut in i Ryssland och var beryktade för att ha bedrivit handel med slavar.  Slavar kom också från germanska, brittiska och andra nordeuropeiska stammar, och blev ibland sålda till arabiska eller judiska slavhandlare, som i vissa fall kastrerade de manliga och sålde dem vidare som eunucker eller som slavsoldater. Kvinnliga slavar till den muslimska världen användes till tjänstefolk eller för sexuellt slaveri som haremskonkubiner (sexslavar). 
De personer som tillfångatogs av vikingarna under deras räder i Västeuropa, som Irland, kunde säljas på slavhandeln i Dublin, varifrån de såldes vidare till slaveri i al-Andalus,  eller också transporteras till Haithabu eller till Brännö vid Göta älv, och därifrån över Östersjön vidare via Volgas handelsrutt till Ryssland, där slavarna såldes till muslimska köpmän i utbyte mot de silver dirham och siden som har återfunnits i Birka, Wollin och Dublin; under 700- och 800-talen gick slavhandeln mellan vikingarna och den muslimska världen främst via Khazarriket, men från cirka 900 och framåt gick den genom via Volgabulgariska riket, varifrån slavarna transporterades via Khwarizm till  Samanidernas slavmarknad i Bukhara i Centralasien och därifrån vidare till slaveri i Abbasidkalifatet i Mellanöstern.
Denna slavhandel fungerade från åtminstone 786 till 1009, när silvermynt från Samaniderna hittats i Skandinavien, och de människor som kidnappades under vikingarnas räder i Västeuropa såldes troligen  just av vikingarna till araberna i Centralasien, en handel som var så lukrativ att den kan ha bidragit till vikingarnas räder i Västeuropa, som var en av deras källor för slavhandeln. Bland vikingaskatter som innehållit sådana arabiska mynt kan nämnas Spillingsskatten och Sundvedaskatten.

### Upphörande
Vikingarnas slavhandel upphörde under 1000-talet, men en inhemsk handel med trälar fortsatte så länge träldomen förekom. Däremot började träldomen gradvis fasas ut från 1100-talet, liksom slaveriet allmänt i Europa. 
I och med kristendomen kom en ny syn på slaveriet. Frigivandet av slavar ansågs vara en Gud behaglig gärning vilket bl.a. märks i berättelsen om helgonet Botvid och i många medeltida testamenten som omtalar frigivandet av slavar. Under 1200 och 1300-talen försvann träldomen gradvis i Sverige. År 1335 infördes ett förbud mot träldom i Sverige den 28 januari av kungen Magnus Eriksson. I lagtexten stadgades att ingen person som fötts av kristna föräldrar i Västergötlands eller Värends lagsagor skulle vara träl. Lokala förbud hade då redan inrättats i flera andra landskap. Lagen år 1335 innebar i praktiken att de dåvarande trälarna var den sista generationen där.

## Slaveri i Sverige under tidig modern tid
Sverige, tillsammans med Norge och Island, skiljer sig från övriga Europa på så sätt att livegenskap aldrig förekom i dessa länder. Vissa  påstår att slaveri förekommit i Sverige även efter år 1335, baserat på enstaka fall. Omfattningen har i vilket fall som helst varit mycket begränsad. 
Det finns inga belägg för att slavar har använts som typisk slavarbetskraft efter 1335; de slavar som förts till Sverige av resande stormän fungerade mer som en statussymbol hos högadeln. 
Flertalet svarta slavar köptes utomlands under 1500-1800-talet och var officiellt fria i Sverige, men användes vid hoven och krigsmakten.  Det kanske mest kända exemplen på sådana personer är Gustav Badin och Antoine Zamore. Två andra var "morianskan Daphne" som döptes i juni 1783, samt "morianen" Wicto (eller Pluto) i januari 1785 (den senare sades vara från Indien), båda i Björkö församling i Småland. Och några år före detta angavs tre individer av amerikansk urbefolkning ha blivit döpta i närvaro av adel och allmänhet.
Mellan cirka 1650 och 1850 fanns det svenska tjänstemän och affärsmän som arbetat i Sveriges kolonier i Västafrika och Västindien, och som sedan fört slavar med sig tillbaka till Sverige. Ett sådant fall finns beskrivet av journalisten Göran Skytte. Den svenske prästen Lönner var i tjänst på ön Saint-Barthélemy i Västindien på 1800-talet. När han reste hem för att bli präst i Hudiksvall tog han med sig två slavbarn tillbaka. De två slavbarnen överlevde inte kylan i Sverige.

## Slavhandel via Cabo Corso, 1650–1663

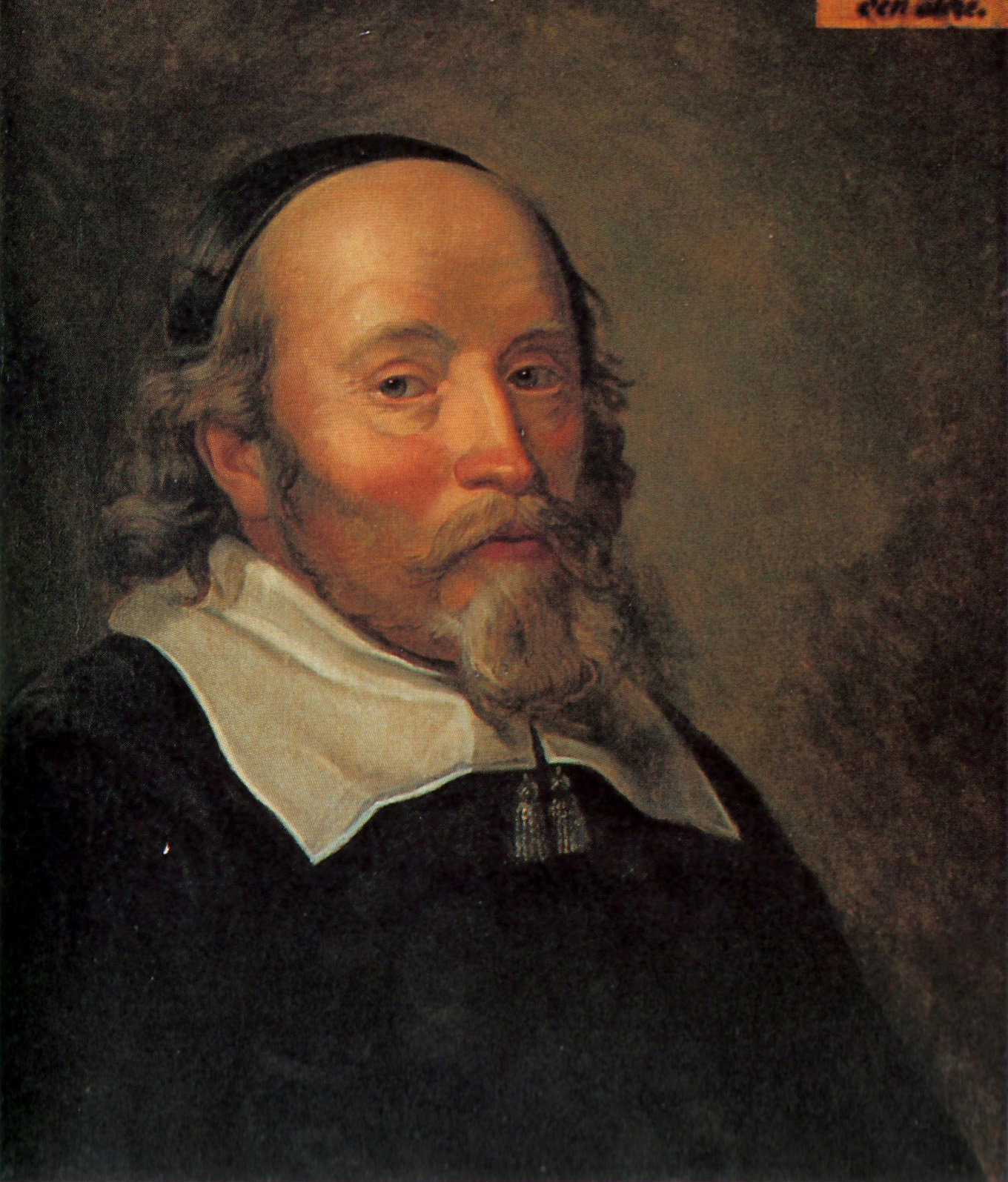
Louis De Geer startade och drev Afrikanska kompaniet.

Den nederlandsfödde industripionjären Louis De Geer och drottning Kristina tog initiativ till den period av svensk slavhandel, som inleddes 1650. Louis De Geer, startade ett svenskregistrerat företag, Afrikanska kompaniet, som öppnade handelsstationer längs den västafrikanska kusten. En koloni, Cabo Corso, grundades 1650 i nuvarande Ghana. Danska och nederländska fort togs över för att försvara handelsstationerna. Från att varit främst tyskt och nederländskt blev kompaniet främst svenskt år 1654.
Ett nederländskt fort byggdes ut och namngavs Carolusborg efter Karl X Gustav. Fortet användes som slavfort vid slavhandel även under den svenska förvaltningen, men inte huvudsakligen av svenska skepp. Kolonin kapades 1658 av Danmark och fram till 1660 var den en dansk koloni. År 1663 togs Cabo Corso över av nederländarna, därefter engelsmännen. 

## Slavhandel via Saint-Barthélemy, från år 1784
År 1784 köpte Gustav III den lilla västindiska ön Saint-Barthélemy av Frankrike. Ön, som är ungefär lika stor som Gotska sandön, hade redan koloniserats av fransmännen. I den nya kolonin bedrevs svensk och internationell slavimport och handel med slavar från Afrika. Enligt kartläggningar av den transatlantiska slavhandeln utgjorde Saint-Barthélemy aldrig någon av de större slavhamnarna inom den transatlantiska slavhandeln. Vid den tiden hade Frankrike problem med att transportera de slavar som behövdes för kolonierna i området. Sverige skulle kunna försöka att exportera ett bestämt antal slavar till de franska kolonierna i området varje år. Saint-Barthélemy saknade förutsättningar för jordbruk, men ön hade förutsättningar för en naturlig hamn. För att få köpet av ön att gå runt, var det nödvändigt att inrikta den på handel. Den svenska generalkonsuln i den franska staden L'Orient, Simon Bérard rekommenderade att ön skulle göras till ett frihandelsområde.
Om Saint-Barthélemy blev en framgång kunde Sverige senare expandera till flera öar i området. De ledande kolonialländerna i Europa, England, Frankrike, Portugal, Spanien och Nederländerna, hade stora inkomster från vissa karibiska öar. Gustav III följde Bérards rekommendationer och försökte göra Saint-Barthélemy till ett frihandelscenter, även för slavhandel. Den första guvernören på det svenskägda Saint-Barthélemy hette Salomon Mauritz von Rajalin, hans adjutant var löjtnant Pehr Herman von Rosenstein. År 1785 förklaras ön som frihamn.
Saint-Barthélemy var en frihandelstation med inga eller låga tullar och avgifter för varor som fraktades genom kolonin. Lagar som reglerade slavar och handel stiftades av myndigheterna efter fransk förebild. Direktimporterade slavar från Afrika på Saint-Barthélemy kunde säljas vidare utan avgifter: "Fri import av slavar och handel med svarta slavar eller så kallade nya negrar från Afrika beviljas alla nationer, utan krav på att betala några avgifter vid lossningen."
I likhet med tidens merkantilistiska tänkande var tullar och avgifter högre för andra stater än för den egna statens medborgare och företag. Folk som kom från andra öar för att köpa sina slavar på Saint-Barthélemy var tvungna att betala en avgift när de exporterade slavar från ön. Det fanns också en skillnad mellan slavar som hade blivit förda till den Nya Världen på ett svenskt skepp och slavar som blivit transporterade på utländska skepp. Svenskars avgifter vid slavexport var bara 50% av avgiften för utländska slavtransportörer.
Den 12 mars 1790 stadgades det i ett kungligt brev till kammarrätten och konseljen på Saint-Barthélemy att det skulle råda frihet för alla på Saint Barthélemy bosatta och ankommande att utrusta och sända ut skepp och sändningar till Afrika för att köpa slavar. Kungen skrev att "en ny gren bör kunna uppkomma för svenska handeln på Africa och kusten av Guinea."
Fram till 1805 drevs all handel och allt som hade med huvudstaden Gustavia och hamnen att göra av Svenska Västindiska Kompaniet. Det enda som sköttes av svenska kronan var att byta guvernör och garnison. Det Svenska Västindiska Kompaniet var ett privat företag med kungligt monopol över all svensk handel via Saint Barthélemy. Det var kompaniet som bedrev handeln med slavar och andra varor. Av tullar och avgifter gick tre fjärdedelar till kompaniet, resten tillföll den svenska staten som avgift för monopolet.
På Saint-Barthélemy talades engelska och franska, endast några procent av öns befolkning var svensk. På ön användes aldrig svensk valuta. Tidningarna som publicerades på ön var engelska och franska. Öns lagar skrevs på franska eller engelska. Alla afrikaner på ön var inte slavar, år 1819 bodde 4 587 personer på ön, av dessa var 2 849 färgade och av dessa var 2 033 registrerade som slavar, alltså cirka 71 procent.

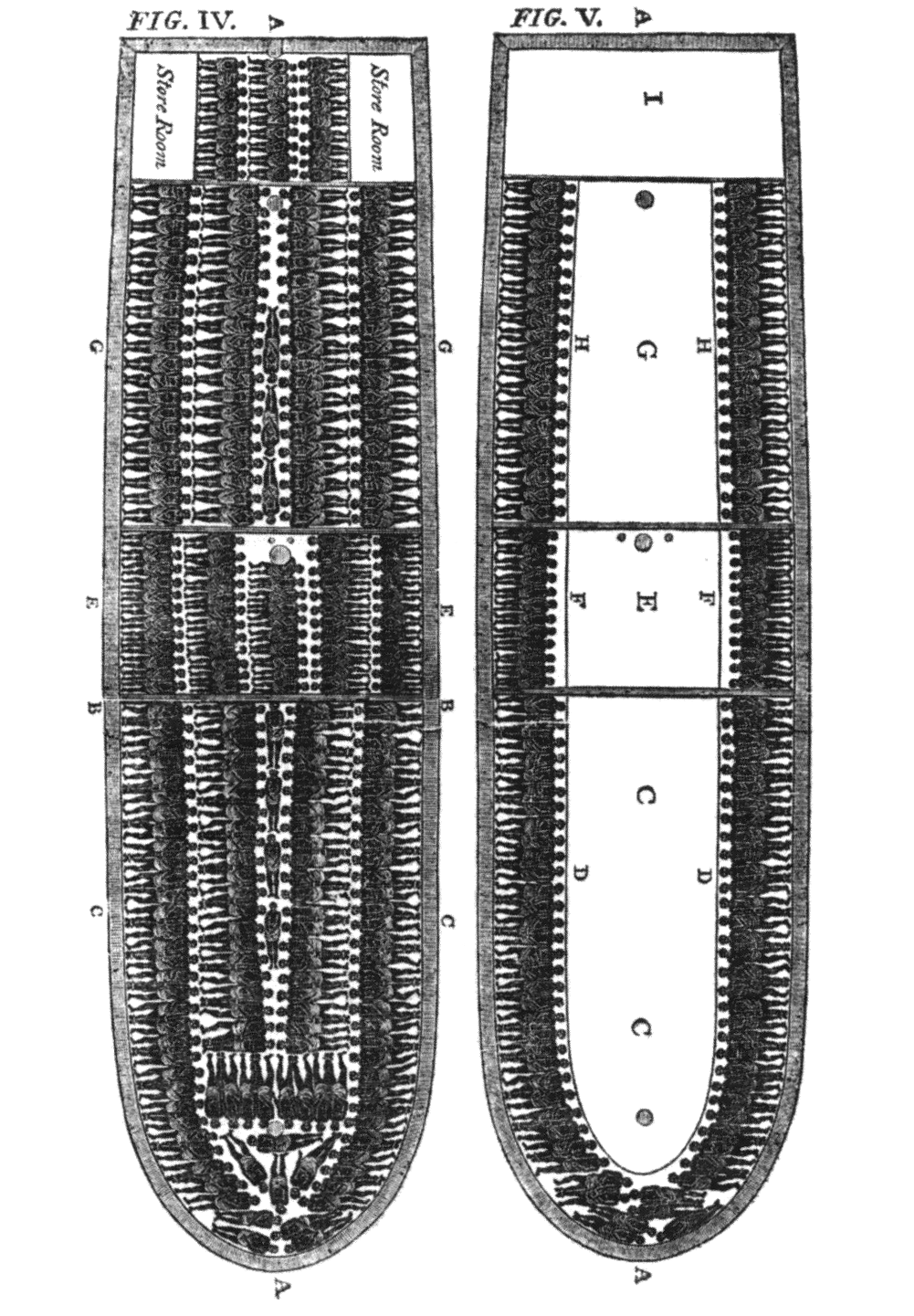
Teckning som sägs visa hur slavar lastades på ett brittiskt slavskepp. Teckningen publicerades av den svenske slaverimotståndaren Carl Bernard Wadström år 1794

Under lite mer än ett år, mellan 19 mars 1801 och 10 juli 1802, befann sig Saint Barthélemy utanför svenskt styre. Då var det engelsmännen som hade hand om ön, till följd av Napoleonkrigen.

### Slavlagstiftning på Saint-Barthélemy
Slaveriet på ön Saint-Barthélemy reglerades i en lag som ursprungligen skrevs på franska sedan på engelska. Enligt förordningen delades befolkningen på ön in i tre grupper: vita, fria kulörta och svarta slavar. I likhet med den tidens syn på brott, straff, ansvar och klasstillhörighet, kunde fria personer och slavar behandlas grymt. Regeringen i Stockholm beviljade år 1806 guvernörens ansökan att få hyra en slav som ny piskare och bödel i Gustavia. Enligt Sjöhistoriska museet blev lagarna inte mildare med åren, vilket samtida beskrivningar av piskningar gett uttryck för: "...varje slag smäller som ett pistolskott och stora skinn- samt köttstycken följa ofta med ifrån kroppen." Lagarna för slavar skrevs av guvernören Pehr Herman von Rosenstein år 1787 och var menade att kuva dessa även med hjälp av piskning, halsjärn och brännmärkning. Upp till 29 piskrapp fick delas ut av slavägaren själv, men straff därutöver var bödelns uppgift. Gravida kvinnor skulle piskas liggande på marken med en grop utgrävd för magen. Straffet för slavar som slog tillbaka mot sin ägare eller dennes familj var döden.

### Handelns omfattning
Enligt den svenska regeringen förekom cirka 50 svenska slavskeppstransporter mellan 1600- och 1800-talet. I jämförelse har forskare vid Emory University identifierat totalt 34 941 slavtransporter över Atlanten i den hittills mest detaljerade kartläggningen av handeln. I denna databas finns tio stycken resor där skeppet är registrerat som svenskt. Vid fyra av dessa resor finns en registrering om att skeppet är konstruerat i Sverige. Om 50 stycken slavtransporter genomfördes av svenska skepp, så utgjorde därmed de svenska slavtransporterna 0,14 % av samtliga transporter. Om 10 stycken slavtransporter utfördes av svenska skepp, utgjorde de svenska transporterna 0,2 promille av samtliga slavtransporter. Andelen slavtransporter som utfördes av Sverige är så liten att den inte redovisas separat i forskningsprojektets egna sammanställningar över den transatlantiska slavhandeln.
Hur många slavar som fördes till den nya världen på svenska fartyg är ännu omöjligt att veta, eftersom de flesta av arkivhandlingarna ännu inte har undersökts på allvar i detta avseende, och många av dem är nu inte tillgängliga på grund av att de är dåligt bevarade och inte heller mikrofilmade. Trots att en katalog om den tidigare svenska ön Saint-Barthélemy nu är tillgänglig online

### Slavskepp som anlände Saint-Barthélemy
Det typiska skepp som anlöpte Saint-Barthélemy var inte ett svenskt skepp. Även slavskepp som registreras som svenska, var ofta byggda i andra länder och hade engelska kaptener och besättning. Från Saint-Barthélemys tidning, som skrevs på engelska, finns mellan 1804 och 1806 detaljerade listor över de skepp som anlöpt hamnen under den gångna veckan. Några exempel är:
- 8 oktober 1804: Skonaren ACTIVE under befäl av kapten Portelly ankommer med last som består av vin, rom, socker och ”Nya Negrar”.
- 25 december 1804: Den danska briggen HOFFI under befäl av kapten Hilton ankommer efter 44 dagars resa från Rio Pongo med en last av 177 slavar.
- 16 mars 1805: Den amerikanska skonaren ELMIRA under befäl av kapten Sherburne ankommer efter 19 dagars resa från Goré med 46 ”Nya Negrar”.
- 5 juli 1805: Det engelska skeppet KITTY'S AMELIA under befäl av kapten Newcable ankommer efter 42 dagars resa från Angola med 210 ”Nya Negrar”. Briggen PRUDENCE under befäl av kapten Griffith ankommer efter 42 dagars resa från Angola med 162 ”Nya Negrar”.
- 9 augusti 1805: Den svenska skonaren ONLYFER under befäl av kapten Lamitt ankommer med 101 ”Nya Negrar”.
- 19 oktober 1805: Den svenska briggen ELISABETH under befäl av kapten Pyke ankommer efter 63 dagars resa från Afrika med en last av 176 slavar.

I databasen Trans-Atlantic Slave Trade Database finns 1 283 slavar registrerade och som har anlänt till Saint-Barthélemy. Av dessa hade 421 (33 %) transporterats på brittiska fartyg, 536 (42 %) på danska / baltiska fartyg, 250 (20 %) på franska fartyg, och 76 (6 %) på amerikanska fartyg.

### Slavhandlare inför rätta
Efter att slavhandeln förbjudits i England och Förenta Staterna, och efter att de flesta länder i Europa avtalat om att lagstifta mot slaveri och slavtransporter, patrullerade den engelska flottans Royal Anti-Slave Squadron Afrikas kuster i den så kallade Blockade of Africa. Det var dels för att förhindra att slavhandlare fortsatte frakta slavar över Atlanten och dels för att förhindra den arabiska och nordafrikanska slavhandeln. 
Ett genskjutet svenskt fartyg, slavskeppet Diana, har gått till historien sedan de engelska myndigheterna ingrep medan skeppet var nära den afrikanska västkusten lastat med slavar. Fallet var viktigt därför att man internationellt med denna rättegång mot en slavtransport från Afrika till Västindien hoppades få till stånd ett domslut som förklarade slavhandel ett brott mot Jus cogens, den internationella folkrätten. Skeppet fälldes av den brittiska vice admiralty-rätten i Sierra Leone, överklagade till en högre rätt och friades av denna 1813. I det friande domslutet skrev domaren William Scott att påståendet inte kunde anses hållbart, vilket Sierra Leone-rätten å sin sida hävdat, att "slavhandeln av humana motiv har avvecklats av de flesta civiliserade nationer och att det numera inte är lagligen auktoriserat av någon". De brittiska myndigheterna tvingades således lämna tillbaka skeppet och dess last av frihetsberövade människor till de svenska ägarna.

## Avvecklandet av slavhandeln

### Växande kritik mot den transatlantiska slavhandeln

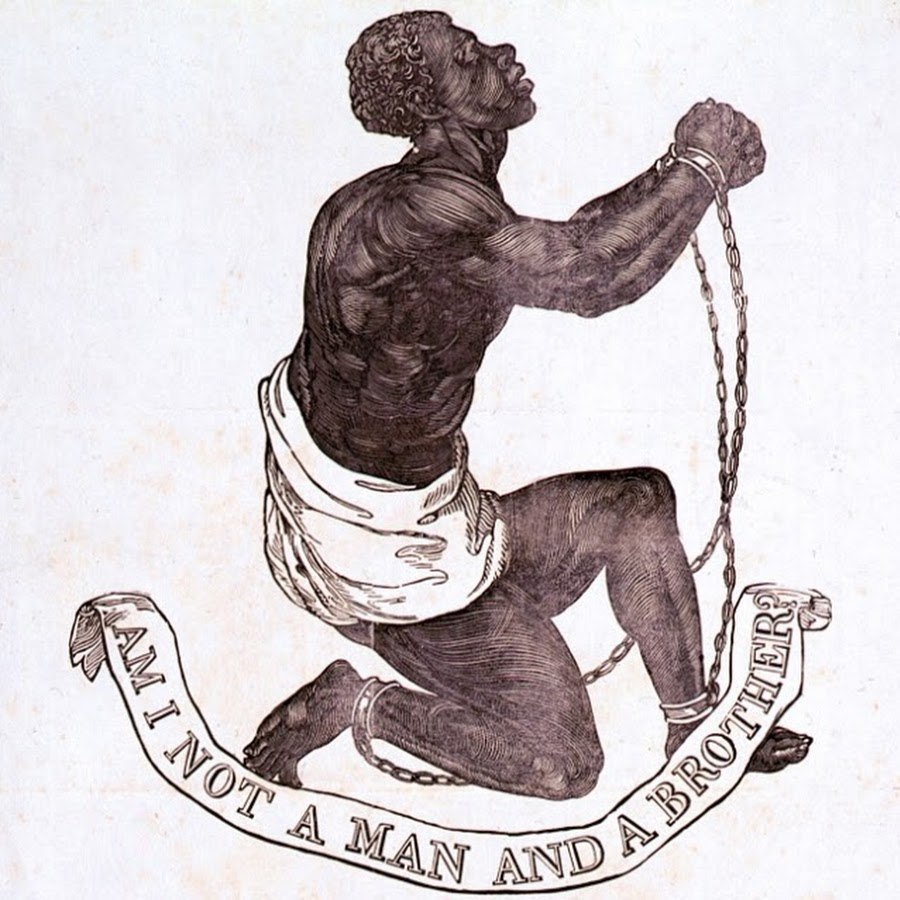
British Anti-Slavery Society medaljong skapad 1795

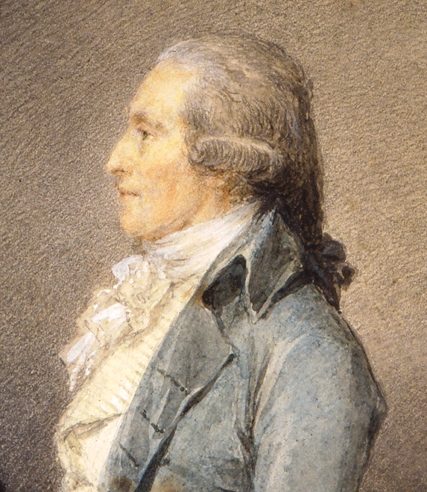
Uppsalaforskaren Anders Sparrman var en svensk abolitionist, och verkade för att alla länders slavhandel skulle förbjudas.

I samband med spridningen av upplysningens humanistiska idéer och ökad produktivitet och därmed mindre behov av slavar, så växte motståndet mot slavhandeln. Motståndet mot handeln blev allt starkare, speciellt i den ledande slavhandelsnationen, England. Fler och fler nationer övervägde att förbjuda slavhandeln. Flera framstående slavmotståndare var svenskar, till exempel Anders Sparrman och Carl Bernhard Wadström. De kritiserade den omfattande slavhandel som bedrevs av England, Frankrike, Portugal och andra stater, liksom den blygsamma svenska handeln.
År 1788 skickade den engelska kommittén för avskaffande av slaveriet Anders Sparrman till Gustav III. Kommittén fruktade att andra nationer skulle expandera sin slavhandel om England förbjöd sin. Man skickade böcker i frågan och ett brev, där kungen uppmuntrades att hindra att hans undersåtar deltog i denna skamliga handel. I svarsbrevet, som överlämnades av Sparrman, skrev kungen att ingen i hans land hade deltagit i slavhandeln och att han skulle göra allt han kunde för att det skulle fortsätta att vara så.
Sverige, som alltså redan sedan länge förbjudit slaveri på svensk mark, började från år 1813 även förbjuda svenskars slavhandel utomlands. Det var tidigt i jämförelse med de flesta stater i världen, men den svenska slavhandelns fullständiga avvecklande var en process som skulle ta över trettio år. År 1823 beslutade riksdagen att svenska fartyg som sysslade med slavhandel inte hade rätt till svenskt beskydd och år 1830 infördes dödsstraff för slavhandlare. 
Slaveriet på Saint Barthélemy uppmärksammades knappast alls i Sverige förrän 1840, men riksdagen ansåg sig då inte ha råd att friköpa de kvarvarande slavarna på ön. En proposition om avskaffande av slaveriet skrevs 1844. Slavstatusen för de befintliga slavarna på ön avskaffades till sist den 9 oktober 1847 under guvernör James Haarlef Haasum. Svenska staten friköpte de återstående slavarna; enligt uppgift 523 människor till priset av 80 riksdaler för per person.
Saint-Barthélemy hade med åren blivit en alltmer betungande finansiell börda för den svenska staten. Staten försökte sälja ön till USA, som tackade nej, och sedan till Italien, som inte heller var intresserat. Slutligen såldes ön till sin ursprungliga ägare Frankrike, som gick med på att ta tillbaka den i augusti 1877. Vid denna tidpunkt identifierade sig öborna fortfarande med Frankrike. I en folkomröstning på ön där befolkningen tillfrågades om övergången till Frankrike brydde sig bara 352 personer om att rösta, men av dessa var endast en emot förslaget.

## Uppmärksamhet i Sverige
Slavhandeln via Guldkusten och Saint Barthelemy är föremål för flera böcker, radioprogram, TV-program, artiklar, museiutställningar och uttalanden av politiker. 
Integrations- och jämställdhetsminister Nyamko Sabuni erkände "Sveriges delaktighet" i den transatlantiska slavhandeln i ett tal under "Internationella dagen till minne av slaveriet och dess avskaffande" (en internationell FN-dag) den 2 december 2007. (En relaterad internationell FN-dag är "Internationella dagen till minne av slaveriets offer" den 25 mars.)
I flera riksdagsmotioner och i en politisk utredning har det föreslagits att den 9 oktober ska göras till nationell minnesdag över slaveriets avskaffande i Sverige, på årsdagen efter att de sista svenska slavarna på Saint-Barthélemy friköptes. Ännu har inte riksdagen gett minnesdagen officiell status, men flera organisationer uppmärksammar årligen dagen.